# José María Guido

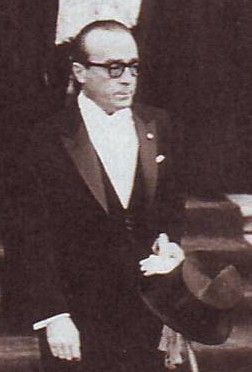
José María Guido (1962)

José María Guido (* 29. August 1910 in Buenos Aires; † 13. Juni 1975 ebenda) war ein argentinischer Politiker und de facto Präsident Argentiniens vom 30. März 1962 bis zum 12. Oktober 1963.

## Politische Laufbahn
1958 wurde er für die Provinz Río Negro in den Senat gewählt und vertrat dort die Partei UCRI. Er wurde zum Interims-Präsidenten des Senats ernannt und war damit Erster für die Nachfolge für das Staatspräsidentenamt seit dem Rücktritt des Vizepräsidenten Alejandro Gómez im Jahr 1958.
Nach Wahlsiegen der Peronisten enthob das Militär 1962 den Präsidenten Arturo Frondizi, der die Peronisten legalisiert hatte, des Amtes und erlaubten mit Unterstützung des Obersten Gerichtshofs Guido den Amtsantritt. Guido war somit vom 30. März 1962 bis zum 12. Oktober 1963 de facto Präsident von Argentinien und der einzige Zivilist, der in Argentinien aufgrund eines Militärputsches ein Staatsamt übernahm. Sein Nachfolger im Amt war Arturo Umberto Illia.